# Oana Ban
Oana Mihaela Ban (Kolozsvár, 1986. január 11. –) olimpiai bajnok román tornász.

## Életpályája
Négyéves korában, 1990-ben a Kolozsvári Viitorul Sportklubban kezdett tornázni, edzői Rodica Campean és Anton Ciupe voltak. Első országos versenyén 1998-ban kedvenc szerein, talajon és gerendán győzött. Ezután került a román válogatottba Dévára, ahol edzői Octavian Bellu és Mariana Bitang voltak.
Nemzetközi színtéren 2002-ben a debreceni világbajnokságon debütált, ahol gerendán lett ezüstérmes, talajon pedig negyedik helyezést ért el. A következő évi Anaheimban megrendezett világbajnokságon a csapattal sikerült ezüstérmet szereznie.
Legjobb teljesítményét Athénban a 2004. évi nyári olimpiai játékokon érte el, ahol csapattársaival (Monica Roșu, Alexandra Eremia, Cătălina Ponor, Daniela Sofronie és Silvia Stroescu) aranyérmet szereznek Romániának. Egy sérülés miatt azonban egyéniben nem sikerült versenyben maradnia az érmekért.
Olimpiai részvételét követően visszavonult, és Kolozsváron lett edző.
2004-ben a Sport Érdemrend I. osztályával tüntették ki.
2010-ben Kolozsváron kötött  házasságot Sorin Grigorevel.